# L'Orchestre de minuit
Pour plus de détails, voir Fiche technique et Distribution.
L'Orchestre de minuit est une comédie dramatique marocaine réalisée par Jérôme Cohen-Olivar, sortie en 2015.

## Synopsis
À la demande de son père, Mickael Abitbol est de retour au Maroc, son pays natal , après l’avoir quitté trente ans plus tôt.
Il n’a aucun souvenir de cette période faste pendant laquelle son père était un célèbre musicien andalou et directeur de l’Orchestre de Minuit.
Les retrouvailles ne sont que de courte durée car son père s’allonge sur son lit en jouant de son instrument favori mais ne se réveillera plus.
C’est en voulant rapatrier le corps de celui -ci qu’il va faire connaissance d’Ali , véritable fan de son père et partir à la rencontre des membres de l’Orchestre de Minuit…

## Fiche technique
- Titre : L'Orchestre de minuit
- Réalisation : Jérôme Cohen-Olivar
- Scénario : Jérôme Cohen-Olivar
- Musique : Adil Aissa
- Montage : Julien Foure
- Photographie : Antonio Beltran Hernandez
- Costumes : Loujaine Berrioua
- Décors : Mohamed Tayeb Alaoui
- Producteur : Albert Lévy
- Production : Salaman Films
- Distribution : Lena Films
- Pays d'origine : Maroc
- Durée : 113 minutes
- Genre : Comédie dramatique
- Dates de sortie :
  -  Canada : 3 septembre 2015
  -  France : 2 mars 2016

## Distribution
- Gad Elmaleh : Rabbi Moshe
- Avishay Benazra : Michael Botbol
- Aziz Dades : Ali
- Marcel Botbol : lui-même
- Hassan El Fad : M. Hazan
- Amal Ayouch : la prostituée
- Mbarek El Mahmoudi : Hafdaoui
- Abbes Kamel : Faouzi
- Mouhssine souini : Faouzi(jeune)